# Витка, Владимир Андреевич
Владимир Андреевич Витка (1900—1989) — советский инженер-конструктор, Герой Социалистического Труда (1957).

## Биография
Владимир Андреевич Витка родился 6 октября 1900 года в Москве. В семье балтийских немцев (отец - Август Карлович Витка (Витке) , мать Матильда Иоанновна Витке (в девичестве Геллерт). При рождении получил имя Вальдемар - Карл . Имел старшего брата Николая - Августа 1892 года рождения и  сестру Эльзу -Амалию -Матильду 1896 года рождения , а так же младшую сестру Людмилу -Августу -Альму 1902 года рождения. В 1923 году он окончил Московское высшее техническое училище имени Н. Э. Баумана, после чего работал в Государственном рентгеновском институте. Создатель первых рентгеновских аппаратов в СССР (вместе с А. И. Тхоржевским). В 1938 году был репрессирован, работал в ОКБ-82 («шарашке») в качестве учёного по жидкостным реактивным авиационным двигателям. С 1942 года работал начальником конструкторской бригады по автоматике реактивных двигателей в Казани. В 1944 году был досрочно освобождён.
С 1947 года работал в ОКБ-456 (ныне — Научно-производственное объединение «Энергомаш») в городе Химки Московской области в качестве заместителя главного конструктора -Валентина Петровича Глушко́  и начальника конструкторского бюро. Активно участвовал в разработке жидкостных реактивных двигателей для ракет средней дальности и первых советских межконтинентальных баллистических ракет. С двигателями его конструкции в 1957 году была запущена ракета-носитель «Спутник» с первым искусственным спутником Земли.
Закрытым Указом Президиума Верховного Совета СССР от 21 декабря 1957 года Владимир Андреевич Витка был удостоен высокого звания Героя Социалистического Труда с вручением ордена Ленина и медали «Серп и Молот».
В 1961 году Витка вышел на пенсию. Проживал в Москве. Скончался 11 января 1989 года.
Доктор технических наук. Был награждён тремя орденами Ленина, орденами Трудового Красного Знамени и «Знак Почёта», рядом медалей.